# Venusia latefasciata
Venusia latefasciata är en fjärilsart som beskrevs av Embrik Strand 1901. Venusia latefasciata ingår i släktet Venusia och familjen mätare. Inga underarter finns listade i Catalogue of Life.